# Tachina minuta
Tachina minuta là một loài ruồi trong họ Tachinidae.